# 호르헤 바르투알
호르헤 바르투알 메디나(스페인어: Jorge Bartual Medina, 1971년 8월 18일, 발렌시아 주 발렌시아 ~)는 스페인의 전직 축구 선수로, 현역 시절 골키퍼로 활약했다.

## 클럽 경력
발렌시아 출신인 바르투알은 현역 시절 대부분을 인근 발렌시아에서 보냈는데, 프로 무대 신고 이래 처음 5년을 2군에서 보냈고, 이 중 3년을 세군다 디비시온 B에서 활약했다. 그는 1995-96 시즌을 앞두고 정식 1군으로 승격되어 1996년 1월 24일에 5-2로 승리한 바야돌리드와의 원정 경기에서 안도니 수비사레타가 경기 전 몸을 풀다가 부상당하면서 골문을 지켰다.
그러나, 바르투알은 동지 소속으로 활약하던 시절에 차지했던 최고 지위는 후보 혹은 3번째 골키퍼로, 대게 수비사레타, 산티아고 카니사레스, 그리고 안드레스 팔로프의 대체 자원으로만 기용되었고, 리그 경기에서 도합 14골을 실점했다. 그는 레알 마드리드와의 2000년 결승전에서 교체 선수로 대기했었다.
바르투알은 2001년 겨울 이적 시장을 통해 세군다 디비시온의 테네리페로 이적했지만, 이 곳에서도 출장 기회를 잡지 못했다. 그는 이듬해 6월에 31번째 생일 전에 테르세라 디비시온의 킨타나르 델 레이에서 1년을 더 보내고 은퇴하였고, 친정 구단으로 돌아가 유소년부의 골키퍼 코치가 되었다.

## 수상
- 코파 델 레이: 1998–99
- 챔피언스리그 준우승: 1999–2000
- 인터토토컵: 1998[5]